# 482
| [ Edytuj tabelę ]          |                           |
| Cesarz Bizancjum           | - 474 Zenon 491           |
| Król Franków               | - 481 Chlodwig I 511      |
| Król Kentu                 | - 455 Hengest 488         |
| Patriarcha Konstantynopola | - 471 Akacjusz 488        |
| Władca Korei               | - 413 Changsu 491         |
| Król Munsteru              | - 453 Óengus 489          |
| Król Ostrogotów            | - 471 Teodoryk Wielki 526 |
| Papież                     | - 468 Symplicjusz 483     |
| Król Persji                | - 459 Peroz I 484         |
| Król Wandalów              | - 477 Huneryk 484         |
| Król Wizygotów             | - 466 Euryk 484           |

Rok 482 / CDLXXXII
stulecia: IV wiek ~
V wiek ~
VI wiek

lata: 472 «
477 «
478 «
479 «
480 «
481 «
482
» 483
» 484
» 485
» 486
» 487
» 492

## Zmarli
- 8 stycznia Seweryn z Noricum[1].